# Rogier van der Weyden

Rogier van der Weydens Korsnedtagningen (cirka 1435). Pradomuseet, Madrid.

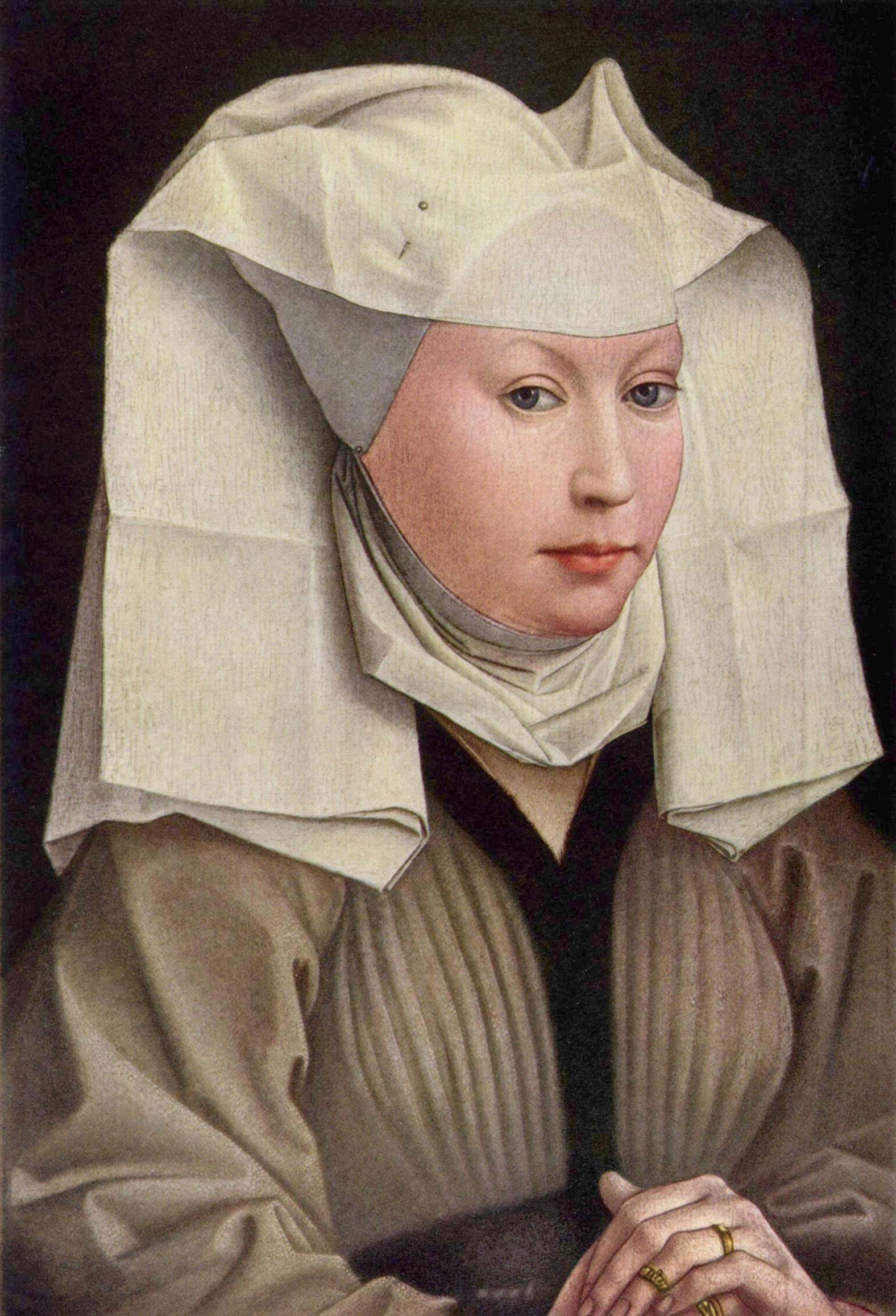
Rogier van der Weydens Porträtt av en ung kvinna med huvudduk (cirka 1440). Gemäldegalerie, Berlin.

Rogier van der Weyden, född cirka 1399 i Tournai, död 18 juni 1464 i Bryssel, var en flamländsk målare. Han var, tillsammans med Jan van Eyck, den främsta företrädaren för det tidiga nederländska måleriet.

## Biografi
Rogier anses av vissa forskare som identisk med Flémallemästaren, men troligare är dock att han var dennes elev. Han gick förmodligen i lära hos Robert Campin. Han företog 1450 en resa till Italien, vilket avgav vissa stilistiska spår i målningar som Gravläggningen och Madonnan och fyra helgon.
Han skaffade sig snabbt internationellt rykte och fick beställningar från flera medlemmar av det burgundiska hovet, bland annat från den namnkunnige konstsamlaren Filip den gode. Hans religiösa måleri speglar styrkan i hans egen tro, och hans arbete hade en djupgående inverkan på konstens inriktning över hela Europa. Till hans mest kända religiösa verk hör Pietà vilken tillkom cirka 1441. Konstverket ställs ut på Kungliga museet för sköna konster i Bryssel. Tematiken kring Kristi korsfästelse återfinns också i van der Weydens altartavla Korsnedtagningen, ett mästerverk i det tidiga nederländska måleriet. De intensiva känslorna och den realistiska detaljrikedomen i de nordeuropeiska konstnärernas verk gav dem en helt annan karaktär än de italienska målarnas.

## Övrigt
Asteroiden 9576 van der Weyden är uppkallad efter honom.